# 孔迪诺堡
孔迪诺堡（義大利語：Castel Condino）是意大利特伦托自治省的一个市镇。总面积11平方公里，人口247人，人口密度22.5人/平方公里（2009年）。ISTAT代码为022045。